# نویکاتارو
نویکاتارو (به ایتالیایی: Noicattaro) یک کومونه در ایتالیا است که در استان باری واقع شده‌است. نویکاتارو ۴۱ کیلومتر مربع مساحت و ۲۶٬۰۸۹ نفر جمعیت دارد و ۹۹ متر بالاتر از سطح دریا واقع شده‌است.